# Billy Ocean
Leslie Sebastian Charles, poznatiji pod umjetničkim imenom Billy Ocean (Fyzabad (Trinidad i Tobago), 21. siječnja 1950.) britanski je pjevač.
Vrh popularnosti dosegao je 1970-ih, te posebno 1980-ih iz kojeg su vremena najveće uspješnice poput „Love Really Hurts Without You” (1976.), „Caribbean Queen (No More Love on the Run)“ (1984.), „When the Going Gets Tough, the Tough Get Going” (1986.), „There'll Be Sad Songs (To Make You Cry)” (1986.) te „Get Outta My Dreams, Get into My Car” (1988.).
Za singl „Caribbean Queen (No More Love on the Run)“ osvojio je nagradu Grammy 1985. godine.

## Studijski albumi
- Billy Ocean (1976.)
- City Limit (1980.)
- Nights (Feel Like Getting Down) (1981.)
- Inner Feelings (1982.)
- Suddenly (1984.)
- Love Zone (1986.)
- Tear Down These Walls (1988.)
- Time to Move On (1993.)
- Because I Love You (2009.)
- Here You Are (2013.)
- One World (2020.)

## Vanjske poveznice
- Službena stranica